# Oriovac
Oriovac je vesnice a správní středisko stejnojmenné opčiny v Chorvatsku v Brodsko-posávské župě. Nachází se na úpatí pohoří Dilj, asi 21 km severozápadně od Slavonského Brodu. V roce 2011 žilo v Oriovaci 1 841 obyvatel, v celé opčině pak 5 824 obyvatel.
Součástí opčiny je celkem deset trvale obydlených vesnic. Dříve byla součástí opčiny osada Novi Kobaš, která se stala v roce 1948 součástí vesnice Slavonski Kobaš.
- Bečic – 114 obyvatel
- Ciglenik – 159 obyvatel
- Kujnik – 310 obyvatel
- Lužani – 1 058 obyvatel
- Malino – 485 obyvatel
- Oriovac – 1 841 obyvatel
- Pričac – 103 obyvatel
- Radovanje – 288 obyvatel
- Slavonski Kobaš – 1 230 obyvatel
- Živike – 236 obyvatel

Opčinou procházejí župní silnice Ž4203, Ž4204 a Ž4244. V blízkosti též prochází dálnice A3.